# Akha (langue)
Ne doit pas être confondu avec Hakka (langue).
Pour les articles homonymes, voir Akha (homonymie).
Cet article concerne la langue akha. Pour le groupe ethnique qui la parle nativement, voir Akha.
L’akha est une langue lolo-birmane parlée par les Akhas dans le sud de la république populaire de Chine, l’est de la Birmanie et le nord de la Thaïlande, du Laos et du Viêt Nam. On lui dénombre un peu plus de 550 000 locuteurs. La langue akha est très proche du lahu et du lissou (ou lisu).